# Steve Jones (rugby à XV, 1977)
Pour les articles homonymes, voir Steve Jones et Jones.
Pas d'image ? Cliquez ici

a Compétitions nationales et continentales officielles uniquement.

b Matchs officiels uniquement.
Stephen Jones dit Steve Jones, né le 20 avril 1977 à Neath, est un joueur de rugby à XV qui joue avec l'équipe du pays de Galles de 2001 à 2004. Il évolue avec les Newport Gwent Dragons au poste de talonneur depuis 2003. 

## Carrière
Steve Jones joue avec le Neath RFC de 2000 à 2003. Il connaît sa première sélection internationale avec l'équipe du pays de Galles le 10 juin 2001 contre l'équipe du Japon. En 2003, il rejoint les Dragons avec qui il dispute le Challenge européen de rugby à XV et la Celtic League.

## Statistiques en équipe nationale
- 5 sélections
- Sélections par année : 1 en 2001, 4 en 2004
- Tournoi des Six Nations disputé: aucun